# Schwedische Badmintonmeisterschaft 1965
Die Schwedische Badmintonmeisterschaft 1965 fand in Stockholm statt. Es war die 29. Austragung der nationalen Titelkämpfe im Badminton in Schweden.

## Titelträger
| Disziplin    | Sieger                                                   |
| ------------ | -------------------------------------------------------- |
| Herreneinzel | Sture Johnsson Hisingen                                  |
| Dameneinzel  | Eva Pettersson Ystads BK                                 |
| Herrendoppel | Willy Lund Benny Wihlborg MAI                            |
| Damendoppel  | Ann-Christine Rosenquist Eva Twedberg BMK Aura Ystads BK |
| Mixed        | Bengt-Åke Jönsson Gunilla Dahlström BK Smash AIK         |